# Sampolo
Sampolo é uma comuna francesa na região administrativa de Córsega, no departamento de Córsega do Sul. Estende-se por uma área de 7,14 km². 